# Prokrastinering

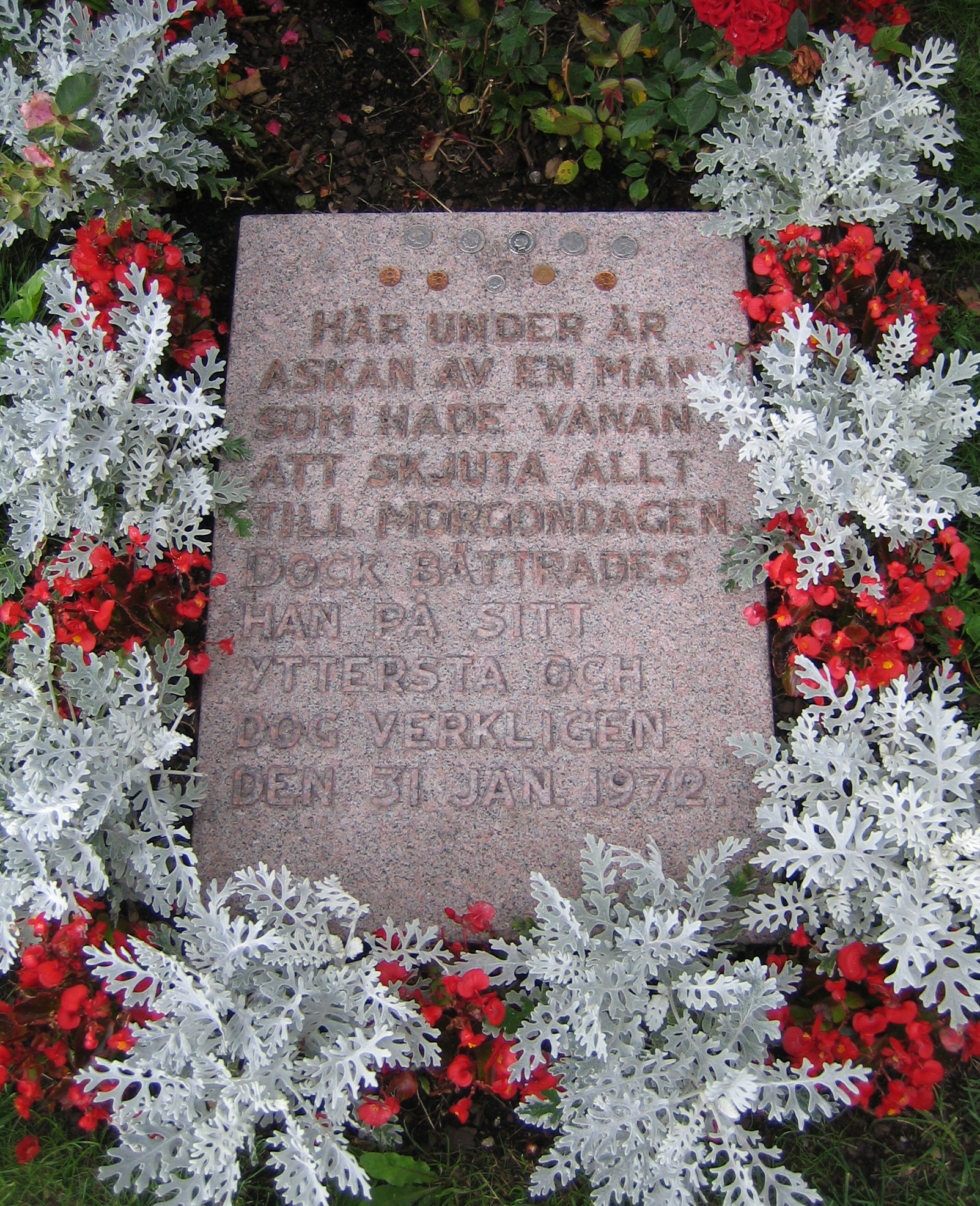
"Här under är askan av en man som hade vanan att skjuta allt till morgondagen. Dock bättrades han på sitt yttersta och dog verkligen den 31 jan. 1972." Författaren Fritiof Nilsson Piratens gravsten.

Prokrastinering (av latin procrastinare, av prefixet pro-, 'framåt', och crastinus, 'till morgondagen', av cras, 'i morgon') eller uppskjutarbeteende innebär inom kognitiv beteendeterapi (KBT) vanemässig och kontraproduktiv senareläggning, förhalning eller undvikande av planerade handlingar, beslut och arbetsuppgifter, trots vetskap om att det kan leda till negativa konsekvenser. Man substituerar medvetet viktiga aktiviteter med alternativa aktiviteter som kanske också måste göras men som har lägre prioritet, eller som inte alls bidrar till att man uppnår sina mål, exempelvis dagdrömmande eller datorsurfande på arbets- eller studietid. Prokrastinering inträffar ofta när ett val måste göras mellan en större uppgift och en mindre uppgift, eller när en uppgift upplevs som obehaglig, tråkig eller koncentrationskrävande. Vanliga problemområden är att fullfölja studier och författarskap, att hålla leveranstider i sitt arbete och att betala räkningar i tid.
Ungefär 46 % av studenter som skriver uppsatser, 30 % av övriga studenter och 15 till 20 % av den vuxna befolkningen i USA antas ha stora svårigheter på grund av kronisk och återkommande förhalning i sin vardag.

## Typer av prokrastinering
Prokrastinering kan delas upp i två huvudkategorier: dels den friska, dels den sjukliga (patologiska). Alla människor tenderar att skjuta upp uppgifter eller beslut då och då. Patologisk prokrastinering är i sig inte en sjukdom, utan ett dysfunktionellt och bestående beteendemönster som gör det svårt att fungera i sin vardag.

## Konsekvenser
Prokrastinering kan leda till bristande personlig produktivitet och stora problem att uppnå sina mål för såväl privatliv, studier som karriär. Beteendet påverkar allvarligt personens vardagliga liv och leder till psykologisk dysfunktion. En person som lider av detta kan drabbas av psykiskt lidande, skuldkänslor, bli stressad och känna ångest för att man inte tar sitt ansvar. Dessa känslor kan leda till ytterligare förhalning. Prokrastinering kan av omgivningen såväl som personen själv misstolkas som lättja och ansvarslöshet.
De personer som lider av prokrastinering har ofta svårt att hålla tidsgränser, kommer sent till möten och är ineffektiva. Eftersom prokrastinerare försöker övertyga sig själva att arbete pågår är de särskilt mottagliga för aktiviteter som är stimulerande och snabbt ger belöning, men präglas av bekvämlighet, minimal skyldighet och brist på omedelbara obehag. Överdriven internetanvändning och datoranvändning är särskilt lockande för prokrastinerare, eftersom det omfattar alla dessa egenskaper.

## Bakomliggande orsaker
De psykologiska orsakerna till prokrastinering varierar kraftigt mellan olika individer, men i allmänhet innefattar de ångest, låg självkänsla och en självdestruktiv mentalitet. En person som tvivlar på sin förmåga skjuter ofta upp handlingar för att inte riskera misslyckande. Inom kognitiv beteendeterapi betraktas prokrastinering vara en följd av bristande färdigheter i självkontroll, self-efficacy (förmåga att sätta upp och fullfölja mål), uppmärksamhetshantering och tidshantering (time management), och dessa färdigheter kan tränas.
Uppskjutande anses vara vanligt förekommande i samband med arbetsnarkomani förosakad av maladaptiv (betyder ungefär kontraproduktiv) form av perfektionism till följd av en tendens att värdera sin egen insats och sina resultat negativt. Prokrastineringen föranledes ofta av att arbetsuppgifter uppfattas som större eller svårare än de är. Uppskjutande är emellertid mindre vanligt bland personer med samvetsgrann och plikttrogen personlighetstyp.
Prokrastinering kan även förorsakas av impulskontrollstörningar, som i sin tur kan bero på skador i eller underaktivering av frontalloben (prefrontala cortex), exempelvis till följd av ADHD. Frontalloben är det område av hjärnan som ansvarar för planering, impulskontroll och uppmärksamhet, och fungerar som ett filter genom att minska distraherande stimuli från andra delar av hjärnan. Skador eller låg aktivering i detta område kan minska individens förmåga att filtrera bort störande stimuli, vilket resulterar i sämre organisationsförmåga, bristande uppmärksamhet och ökad uppskjutande.
Prokrastinering ska inte sammanblandas med, men kan försvåras av, bristande förmåga att säga nej, bristande förmåga att organisera och planera, vardagsrutiner som innebär brist på vila, personliga krissituationer samt psykisk ohälsa.
Prokrastinering betraktas inom kognitiv beteendeterapi som en mekanism för att hantera ångest i samband med start och/eller slutförande av uppgifter. Prokrastineringen beskrivs som en process bestående av en negativ känsla inför en arbetsuppgift som leder till en impuls att fördröja, nästan omedelbart följd av en rättfärdigande tanke, som därefter följs av en undvikande aktivitet. Exempel på rättfärdigande tanke och incitament till prokrastinering är tron att man arbetar effektivare under tidspress och därför bör vänta tills deadline närmar sig.
Prokrastinering av en arbetsuppgift förorsakas av bristande vilja och motivation att påbörja eller slutföra uppgiften. Enligt den så kallade prokrastineringsekvationen ökar motivationen i sin tur med individens förväntan att kunna klara av att slutföra uppgiften samt med det värde eller den belöning personen ifråga förväntar sig efter slutförd uppgift. Motivationen minskar å andra sidan med personens impulsivitet eller oförmåga att bibehålla fokus samt med den förväntade tiden till belöningen.
motivation = förväntan + värde – impulsitivitet – tid
Begreppet prokrastinering används inte i den psykodynamiska skolan, men där talar man ibland om inlärt flyktbeteende från plikter och skyldigheter. Till skillnad från inom KBT ger man inte färdighetsövningar, utan försöker få klienten att komma i kontakt med förbjudna känslor och minnen från tidigare i livet som gett upphov till det inlärda beteendet. Med freudiansk terminologi talar man om att styras av Freuds lustprincip (detets behov av omedelbar tillfredsställelse och undvikande av obehag) istället för av verklighetsprincipen (jagets förmåga att skjuta upp omedelbar tillfredsställelse och uthärda obehag när verkligheten gör det nödvändigt, i syfte att istället uppnå långsiktig glädje och tillfredsställelse). Verklighetsprincipen är en rationell förmåga som barnet saknar men som människan kan lära sig i takt med att man mognar intellektuellt.

## Uppskjutande inom den akademiska världen
Problem med prokrastinering tros vara särskilt vanliga i den akademiska världen, där studenter har stor frihet att planera sin egen tid, men samtidigt är ålagda att hålla tidsgränser för stora och små redovisningsuppgifter. Den akademiska världen är en miljö fylld av sociala kontakter, evenemang och aktiviteter som konkurrerar om studenternas tid och uppmärksamhet. Vid självstudier vänder många studenter på dygnsrytmen och har svårt att komma igång med de viktiga aktiviteterna direkt på morgnarna. Man underskattar den tid som krävs för att läsa in sig på och analysera sitt uppsatsskrivande. Man ägnar veckor och månader åt att samla bakgrundsmaterial för en uppsats, men skjuter på att slutföra arbetet för att man inte är nöjd med sitt resultat och känner att man måste ta hänsyn till många motstridiga åsikter innan man kan presentera sitt eget perspektiv på ämnet.
Många människor tar sig an en aktivitet fullt först när dess deadline närmar sig, något som på engelska kallas the student syndrome. Studenter kan också ha svårigheter att hålla självpålagda tidsplaner.

## Behandling
Förutfattade meningar och brist på kunskap begränsar tillgången till adekvat vård. Studier visar att prokrastinering är ett beteendemönster som går att påverka. I försök att "bota" detta beteende använder man sig ofta av färdighetsträning genom kognitiv beteendeterapi (KBT), genom självhjälpsbehandling med eller utan stöd av en terapeut. En rad böcker finns i ämnet, och Stockholms och Linköpings universitet har tillsammans på försök drivit ett program för självhjälpsbehandling via Internet, som man menar är den första kliniska studien som gjorts av KBT-behandling vid prokrastinering. Om beteendet kan härledas till en bakomliggande psykiatrisk diagnos, exempelvis ADD/ADHD-I, kan problemen i vissa fall behandlas med medicin.
Inom kognitiv beteendeterapi observerar man vilka känslor och tankar som kan föranleda impulsen att fördröja, och tränar på att ändra tankemönstret kring det aktuella beteendet. Några exempel på steg att träna på är:
VärderingarAtt formulera högre mål och vad som är viktigt i livet för att uppnå långsiktig tillfredsställelse. Skriv ned vilka aktiviteter du vill prioritera, och varför.
PlaneringAtt bryta ned mål och stora aktiviteter i mindre aktiviteter, att prioritera dem baserat på hur viktiga de är snarare än hur brådskande de är, att identifiera tidsgränser, att planera in aktiviteterna i att-göra-listor och i sin kalender. I synnerhet bör första steget planeras. Planera i slutet av veckan vad som ska göras nästa vecka, på kvällen vad som ska göras dagen därpå, eller före en rast vad som ska göras efter rasten, och hur länge. Även pauser, helgledigt, semester och belönande aktiviteter kan planeras in.
"Femminutersmetoden"Korta pass är ofta bäst för uppskjutare. En arbetsuppgift som känns oöverstiglig och ångestframkallande kan bli överkomlig om man planerar att enbart ägna sig åt den en begränsad tid, och att då enbart göra uppgiftens första steg. En timer är ett användbart hjälpmedel för att tidsbegränsa aktiviteter. På så sätt kan man växla med lättare arbetsuppgift utan att riskera att man fastnar i dem. En timer kan också begränsa perfektionism.
"Unit-strategin"Organisera dagen i tidsblock om 45 minuter med 5–15 minuters paus emellan, och använd en timer. Avsätta exempelvis fyra tidsblock per dag för de mest koncentrationskrävande uppgifterna, då man arbetar avskilt utan att läsa e-post, med mera, under den tid på dagen då man är mest effektiv och kreativ, om möjligt enbart med papper och penna, i ett rum utan dator eller utan nätverk. Ett eller två block per dag avsätts för att beta av mindre krävande uppgifter som att besvara e-post, söka information och göra repetitiva uppgifter. Lämna datorn under pauserna.
The "first-things-first question"Att ständigt ställa sig frågan vilken aktivitet som är viktigast.
"Do-it-now"Så snart tillfälle ges, ge dig själv verbala instruktioner att omedelbart påbörja den planerade uppgiften. Träna på att säga "Nu!" till dig själv och att agera direkt. Det kan gälla att ta sig an nästa punkt i planeringslistan, att kliva upp omedelbart när väckarklockan ringer, eller att byta aktivitet när en timer ringer.
UtvärderingAtt under vissa perioder föra journal över sin tidsanvändning, prioritering, uppmärksamhet och uppfyllelse av planer, att analysera i vilka situationer och miljöer och vid vilka tankar prokrastinering uppstår, att lära sig känna igen vad som kan utvecklas till surdeg, samt att utvärdera motåtgärder. Att redovisa för någon hur väl planerna uppfylles.
Utveckling av strategier att hantera impulsenEtt exempel på metod för detta är PURRRR-metoden:
- P=Pause: Stanna upp och fördröj impulsen att göra något mindre viktigt en stund.
- U=Utilize: Utnyttja din förmåga att stå emot impulsen.
- R=Reflect: Reflektera över hur du kände dig och tänkte när impulsen kom.
- R=Reason: Analysera ditt tankemönster.
- R=Respond: Planera den aktivitet som skall göras och ge dig själv verbala instruktioner.
- R=Revision: Anpassa din strategi för att ytterligare förbättra den.

Notera att personlig mentor och färdighetsträning avsedd för personer med ADD/ADHD-diagnos också syftar till att minska uppskjutarbeteendet. Färdighetsträningen kan exempelvis avse att lära sig använda verktyg som kalender, att-göra-listor, timer och innehållsfilter som tidsbegränsar tillgången till vissa internetsidor.